# Rhynchothalestris tenuis
Rhynchothalestris tenuis är en kräftdjursart. Rhynchothalestris tenuis ingår i släktet Rhynchothalestris och familjen Thalestridae. Inga underarter finns listade i Catalogue of Life.